# Rachid Sabir
Rachid Sabir (en arabe : رشيد صابر), né le 1er janvier 1975 à Safi, est un avocat et homme politique marocain. Membre du Rassemblement National des Indépendants (RNI), il est élu député à la Chambre des représentants pour la circonscription de Safi en 2021.

## Biographie

### Jeunesse et études
Rachid Sabir est né à Safi, ville portuaire du Maroc, au sein d'une famille modeste de dix enfants. Son père, agriculteur et marchand, et sa mère, femme au foyer, lui inculquent des valeurs de travail acharné et de persévérance. Après ses études secondaires à Safi, Sabir poursuit son cursus universitaire à l'Université Hassan-II de Casablanca, où il obtient un diplôme des hautes études en droit. Il développe très tôt un intérêt particulier pour le droit des affaires.

### Carrière juridique

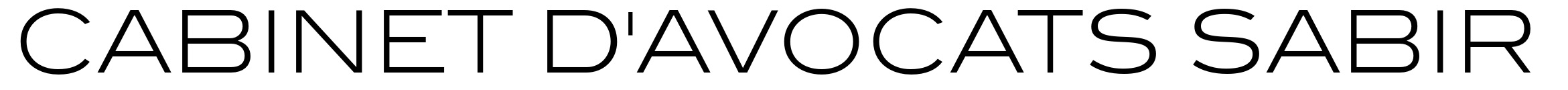
Logo du cabinet d'avocats Sabir

En 2003, Rachid Sabir devient avocat au barreau de Casablanca. Il rejoint d'abord le cabinet d'avocats Kabbaj, spécialisé en droit des affaires. En 2005, fort de son expérience, il fonde son propre cabinet à Casablanca, le Cabinet d'Avocats Sabir, où il se distingue par son expertise dans le domaine du droit des affaires. Sabir est particulièrement reconnu pour ses succès notables dans les affaires de défense commerciale, et ses nombreux acquittements au cours de ses 26 années de carrière.

### Carrière politique

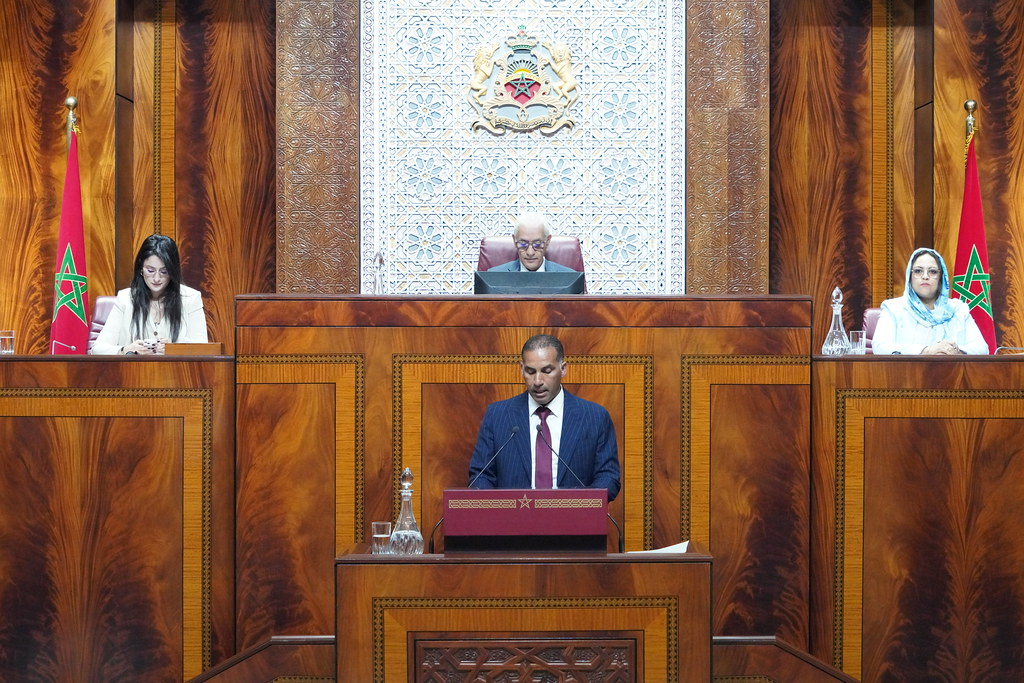
Rachid Sabir - Session plénière du lundi 24 juin 2024

En 2016, Sabir fait son entrée en politique en rejoignant le Rassemblement National des Indépendants (RNI). Il est élu président du conseil communal de Labkhati, où il mène plusieurs réformes locales pour améliorer les infrastructures et les services de base. Son travail au niveau local renforce sa réputation en tant que leader engagé pour le développement régional.
En 2023, Rachid Sabir est désigné candidat du RNI pour représenter la ville de Safi lors des Élections législatives marocaines de 2021, à la suite de la destitution d'un autre député.

### Tâches parlementaires
En tant que député à la Chambre des représentants, Rachid Sabir participe aux travaux parlementaires. Membre de la Commission de justice, de législation, des droits de l'homme et des libertés, il contribue à l'élaboration de lois sur la justice sociale et les droits civiques,.

## Vie personnelle
Rachid Sabir est marié et père de quatre enfants. En dehors de ses activités politiques et de sa carrière d'avocat, il s'engage dans des œuvres de bienfaisance, notamment en faveur de l'éducation des jeunes issus de milieux défavorisés. Son implication dans ces initiatives reflète son désir d'offrir des opportunités à ceux qui en ont besoin et de contribuer positivement à la société.